# Pravia
Pravia je mjesto i istoimena općina u španjolskoj autonomnoj zajednici Asturiji na sjeveru Španjolske.
Od 774. bila je sjedištem asturijskog kraljevstva, kamo je prijestolnicu iz Cangas de Onísa prenio Silo Asturijski. Bila je sjedištem do vladavine Alfonsa II.